# Chocard à bec jaune
Ne doit pas être confondu avec Choucas des tours.
Pyrrhocorax graculus
Espèce
Répartition géographique
Statut de conservation UICN

 LC  : Préoccupation mineure
Le Chocard à bec jaune (Pyrrhocorax graculus) est une espèce de passereaux de la famille des Corvidae et une des deux espèces du genres Pyrrhocorax avec le Crave à bec rouge (Pyrrhocorax pyrrhocorax). De plus, le chocard à bec jaune est beaucoup plus proche du Crave à bec rouge (Pyrrhocorax pyrrhocorax) que du Choucas des tours (Corvus monedula), bien que le Choucas des tours et le Chocard à bec jaune soient souvent confondus, ce qui fait qu'en montagne, il est souvent appelé à tort Choucas. 

## Description
Cet oiseau possède un plumage entièrement noir avec des reflets métalliques, un bec jaune, des pattes rouges (sombres chez les juvéniles) et ses appels sont distinctifs et facilement reconnaissables.  
La taille, 36 à 39 cm, est exactement celle du choucas, l'envergure atteint 70 à 85 cm et la masse 190 à 240 g, sans dimorphisme sexuel.
Très beaux à observer en vol, les chocards utilisent à merveille les courants d'air et semblent prendre plaisir à se poursuivre ou à expérimenter les manœuvres aériennes. Ils vivent en bandes nombreuses.
Ils vivent jusqu'à 11 ans en liberté.

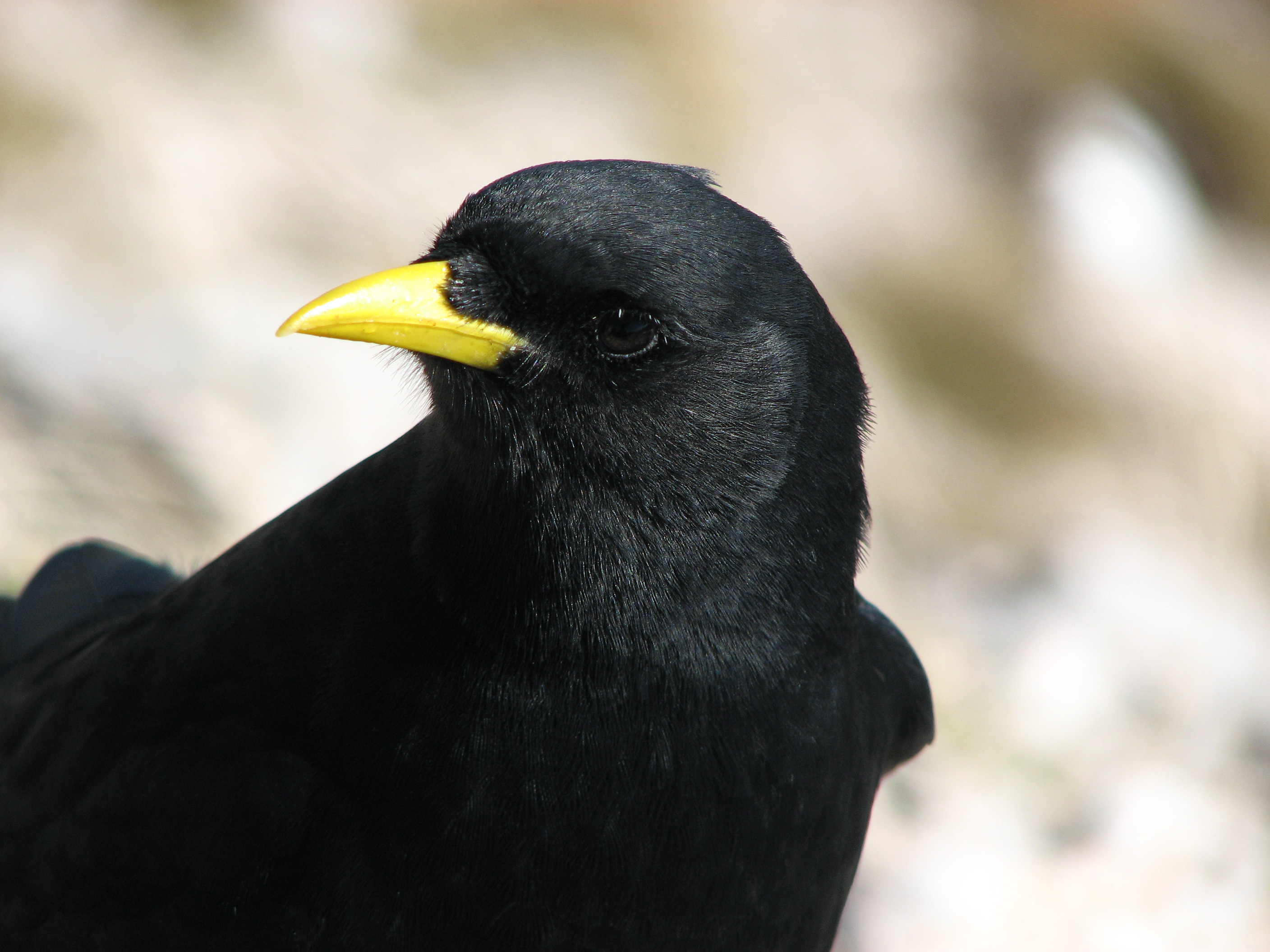
Gros plan de la tête.
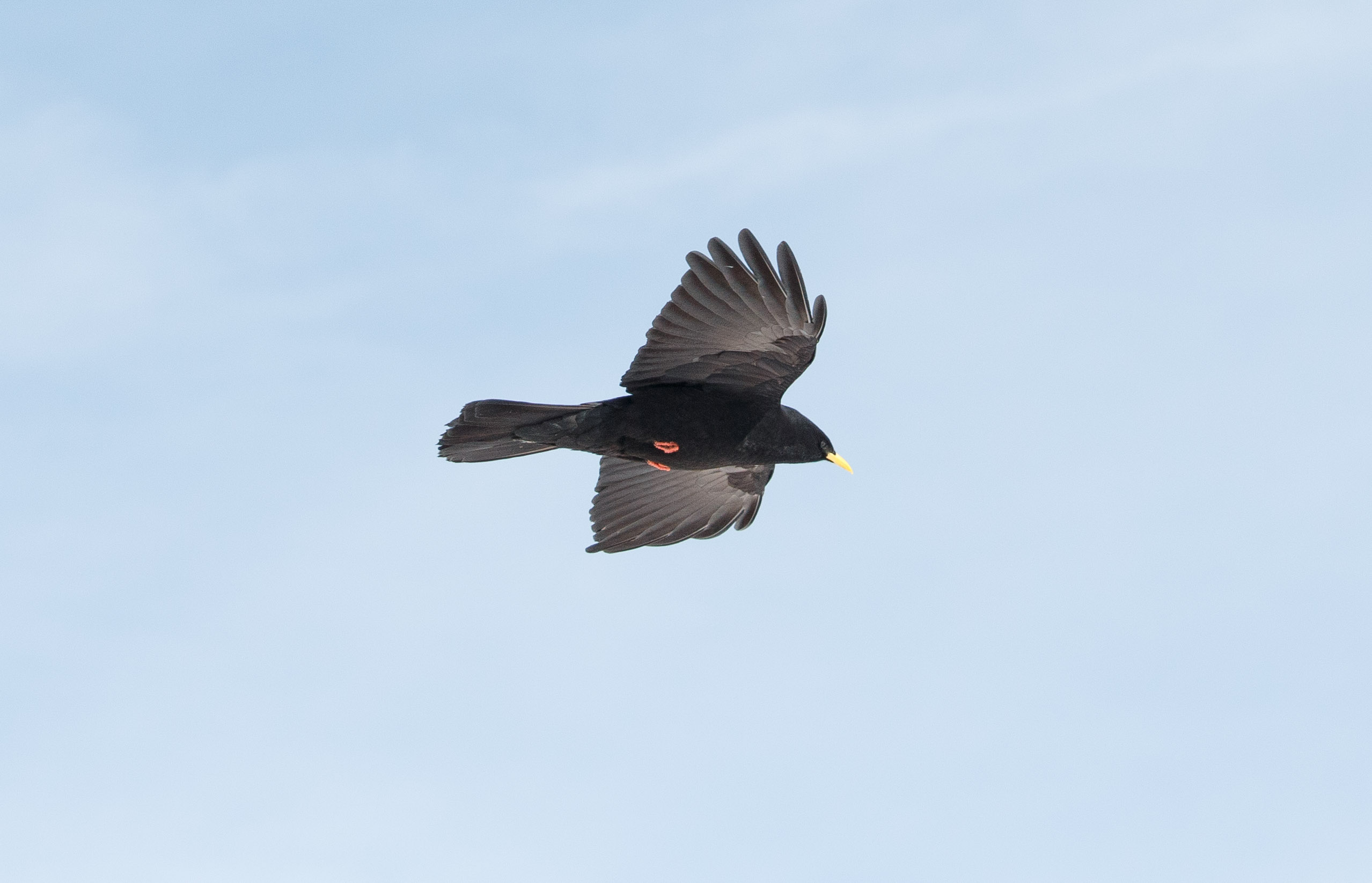
Chocard en vol.
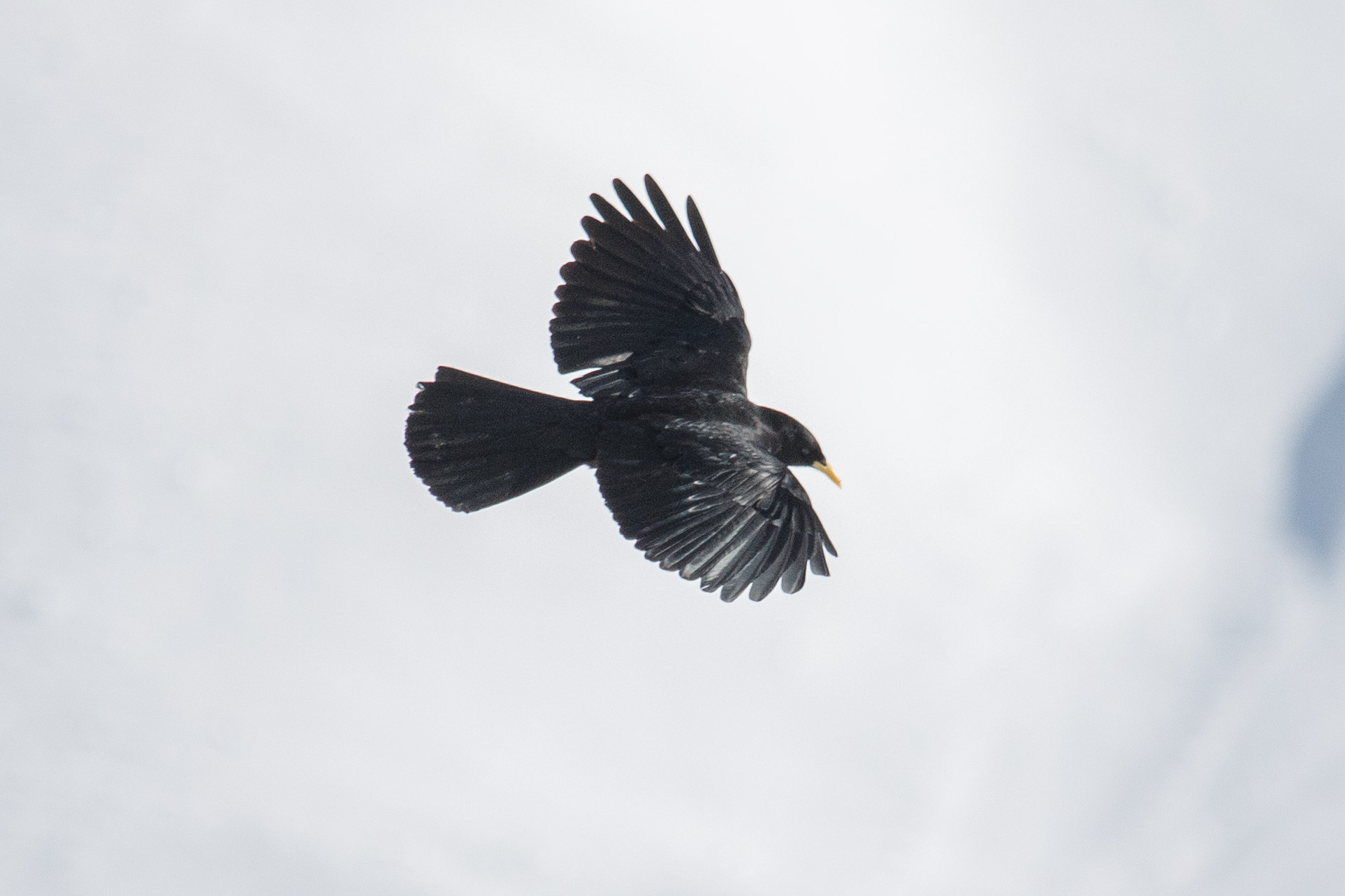
Chocard en vol.

## Comportement

### Vol

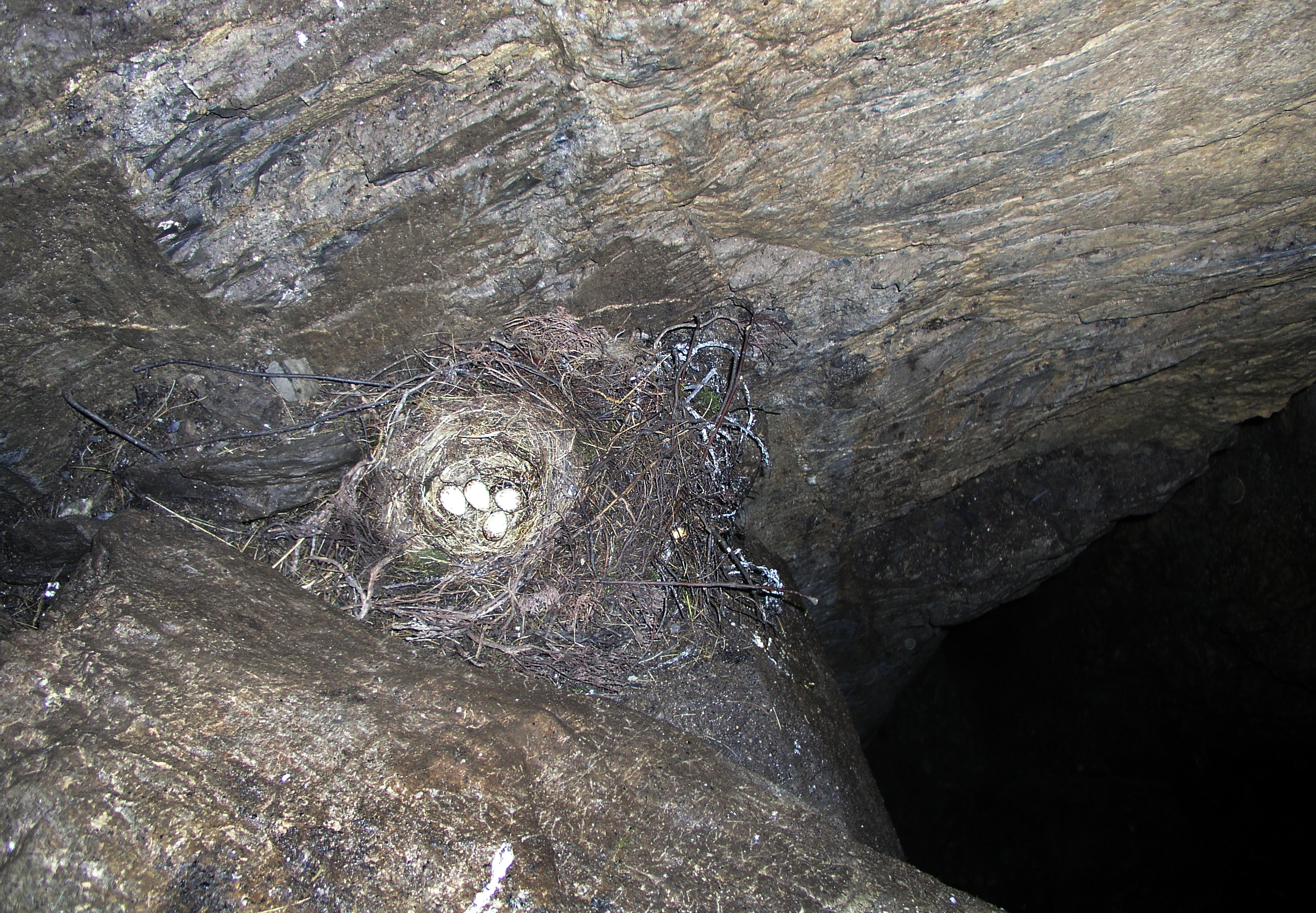
Nid dans le gouffre no 3 du col d'Aran, à Bielle (Pyrénées-Atlantiques).

Son vol acrobatique flottant lui est permis grâce à des plumes de vol qui sont largement répandues sur ses ailes.

### Régime alimentaire
C'est un oiseau omnivore : insectes, invertébrés, baies, graines, œufs, charognes, déchets et en particulier les restes de nourriture des alpinistes. Il se nourrit, généralement en bandes, sur des prairies pâturées de courte durée, capturant principalement des invertébrés en été et des fruits en hiver;  il s'approchera facilement des sites touristiques pour trouver un supplément de nourriture.

### Reproduction

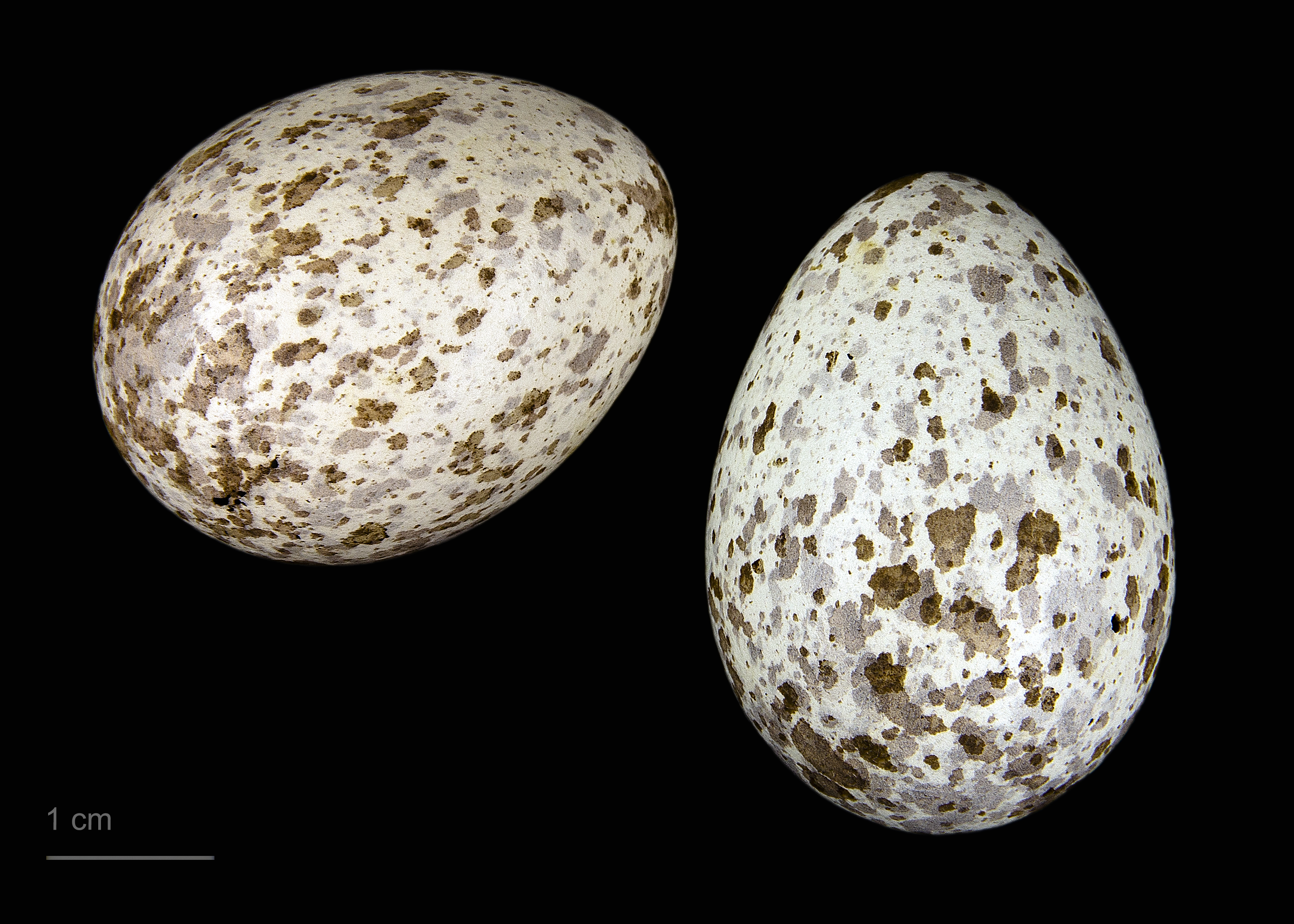
Œufs de Pyrrhocorax graculus graculus - Muséum de Toulouse.

Le chocard à bec jaune se couple pour la vie et affiche une fidélité à son site de reproduction, il niche généralement dans une grotte ou dans une anfractuosités de falaises. Le nid bien rembourré avec des branchages abrite de 3 à 5 œufs blanchâtres marbrés de brun. Pondu entre mi-avril et mi-juillet pour une incubation de 18 à 21 jours, les jeunes quittent le nid au bout de 31 à 38 jours.

## Répartition et habitat

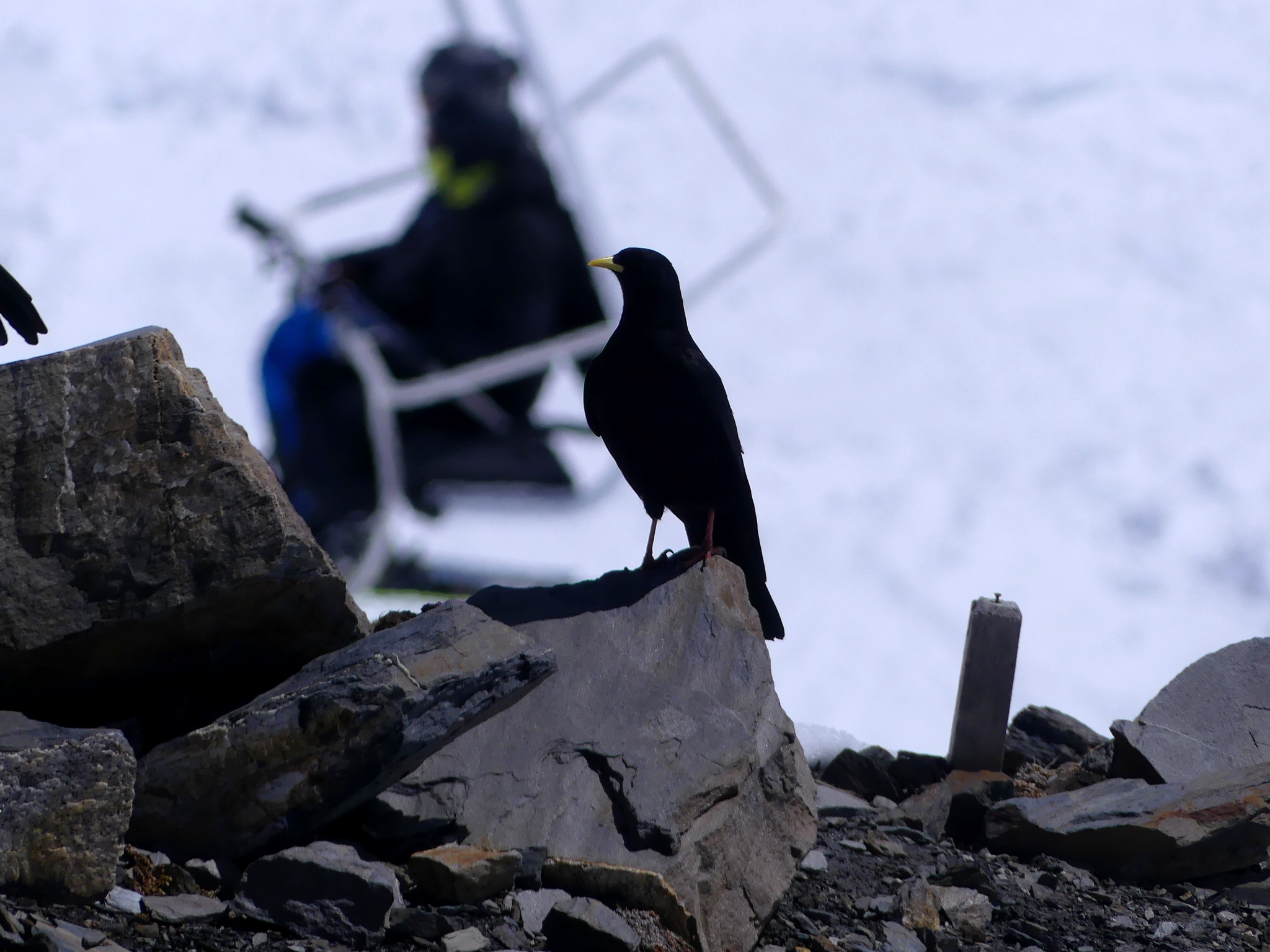
Chocard sur le domaine skiable de Val Thorens à 2800 mètres d'altitude.

Les chocards se trouvent en haute montagne jusqu'à 4 000 m d'altitude, dans l'Atlas et Rif, les Alpes, les Pyrénées, les Abruzzes, les Balkans, en Corse, en monts Cantabriques, dans le Caucase et en Asie centrale (Himalaya).
Il a aussi été observé des bandes de chocards pourchassant des aigles ou des vautours pour porter secours à un congénère en difficulté, et il n'est pas rare de rencontrer des chocards au sommet du mont Blanc accompagnant les alpinistes pour quémander leur casse-croûte ; il est d'ailleurs tout à fait déconseillé de nourrir ces oiseaux sauvages notamment avec du pain car, comme beaucoup d'oiseaux, ils ne digèrent pas le gluten du blé.

## Systématique

### Taxonomie
Le chocard à bec jaune a été décrit pour la première fois comme Corvus graculus par Linnaeus dans son ouvrage Systema Naturae en 1766. Il a été déplacé à son genre actuel, Pyrrhocorax, par l'ornithologue anglais Marmaduke Tunstall dans son ouvrage 1771 Ornithologia Britannica, avec le seul autre membre du genre, le crave à bec rouge (Pyrrhocorax pyrrhocorax). On pensait autrefois que les parents les plus proches des chocards à bec jaune étaient les corbeaux du genre Corvus, particulièrement les choucas dans le sous-genre Coloeus, mais l'analyse d'ADN et de cytochrome b montre que le genre Pyrrhocorax, avec le témia temnure (Temnurus temnurus), a divergé tôt du reste des Corvidae. 

### Étymologie
Le nom du genre est dérivé du grec πύρρος / púrros, « d’un rouge de feu, roux, fauve », et κόραξ / kórax, « corbeau ». L'épithète d'espèce vient du latin graculus, « choucas ». Le nom binomial actuel du chocard à bec jaune était autrefois appliqué au crave à bec rouge. Le mot anglais chough était à l'origine un nom onomatopéique alternatif pour le choucas, Corvus monedula, basé sur son appel.  Le crave à bec rouge, autrefois particulièrement commun en Cornouailles et connu initialement sous le nom de chocard cornouaillais, est finalement devenu juste chough, le nom transférant d'un genre à l'autre.

### Espèces voisines
Les trois espèces, choucas des tours, crave à bec rouge, chocard à bec jaune, sont fréquemment confondues et couramment appelées indistinctement choucas ; elles partagent une même étymologie. Le chocard est souvent nommé à tort choucas (Corvus monedula), un autre corvidé de taille et de poids approximativement équivalents, ils se distinguent essentiellement par la couleur du bec, jaune chez le chocard et noir chez le choucas, et par la couleur des pattes, rouge chez le chocard et noire chez le choucas. Le choucas, honnête « voletailleur », en général ne dépasse pas l'altitude de 1 000 mètres, bien qu'il en ait été observé jusqu'à 2 000 mètres[réf. nécessaire], alors que le chocard est un planeur des cimes hors pair qui sait profiter du moindre courant ascendant et qui effectue lors de ses vols des vrilles aériennes.

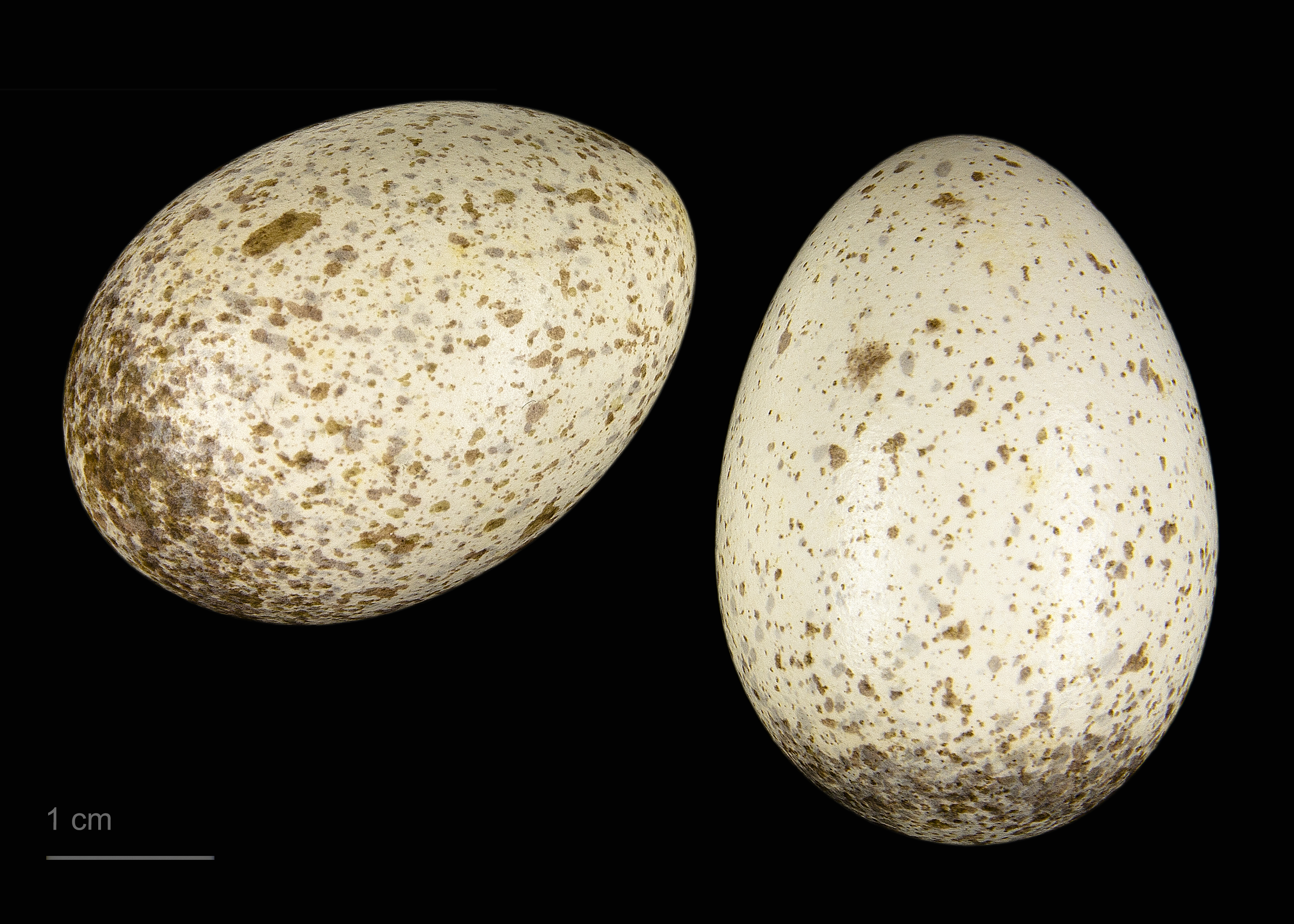
Œufs de Pyrrhocorax graculus forsythi - Muséum de Toulouse.

Le corbicrave leucoptère (Corcorax melanorhamphos), malgré sa forme de bec similaire et son plumage noir, n'est que vaguement apparenté au chocard.

### Sous-espèces
D'après la classification de référence (version 5.2, 2015) du Congrès ornithologique international, cette espèce est constituée des trois sous-espèces suivantes (ordre phylogénique) :
- Pyrrhocorax graculus graculus (Linnaeus, 1766)
- Pyrrhocorax graculus digitatus Hemprich & Ehrenberg, 1833 au Moyen-Orient, qui s'étend au Liban (mont Hermon) et en Iran (monts Zagros) ;
- Pyrrhocorax graculus forsythi Stoliczka, 1874 en Asie, qui s'étend sur à peu près tout l'Himalaya, le Pamir, les monts Tian, l'Altaï, les monts Saïan, l'Hindou Kouch, le Balouchistan, le Népal, le Bhoutan, etc.

C'est le paléontologue morave Ferdinand Stoliczka qui a distingué la population de l'Himalaya comme une troisième sous-espèce, Pyrrhocorax graculus forsythi. Cette séparation a été discutée mais la classification de 2015 (cf. infra) a tranché en ce sens. Une forme pléistocène de l'Europe était semblable aux sous-espèces existantes, et est parfois classée en tant que Pyrrhocorax graculus vetus.

## Le chocard à bec jaune et l'Homme

### Menaces
Bien qu'elle soit sujette à la prédation et au parasitisme, et que les changements dans les pratiques agricoles aient provoqué le déclin des populations locales, cette espèce répandue et abondante n'est pas menacée à l'échelle mondiale. Le changement climatique peut représenter une menace à long terme, en déplaçant l'habitat alpin nécessaire vers des altitudes plus élevées.

### Éponymie
L'espèce a donné son nom à un astéroïde, (4471) Graculus.
Olivier Messiaen a consacré à cet oiseau une pièce, qui en porte le nom, de son Catalogue d'oiseaux.